# Едуард Гербст
Едуард Гербст (нім. Eduard Herbst; 1 грудня 1820, Відень — 25 червня 1892, там само) — австрійський правник і державний діяч, професор кримінального права, ректор Львівського університету в 1853—1854 році.

## Життєпис
Вивчав право у Віденському університеті, де 1843 року здобув докторат. 10 червня 1847 року призначений професором кримінального права Львівського університету. Викладав теж філософію права та міжнародне право. У 1853—1854 році академічний сенат Львівського університету обрав Гербста ректором. 27 березня 1858 року отримав призначення на професора Карлового університету в Празі.
У 1861 році обраний в чеський сейм, стає лідером пронімецької партії. Незабаром зайняв визначне становище в райхсраті і в 1867 році отримав в так званому бюргерському міністерстві портфель міністра юстиції. Провівши новий статут цивільного судочинства, Гербст втримав свою посаду і в першому міністерстві Таафе (до 1870). При розпаді членів кабінету на партії автономістів і централістів, обстоював політику других. Особливу популярність здобула його пристрасна критика східної політики міністерства Ауершперга 1878—1879 роках, яка спричинила падіння кабінету. З утворенням кабінету Таафе, німецько-централістська група почала втрачати своє значення, а разом з тим зменшилася і значення Гербста. Однак це не перешкоджало йому до самої смерті займати одне з чільних місць у рядах своєї партії.

## Галерея

Едуард Гербст
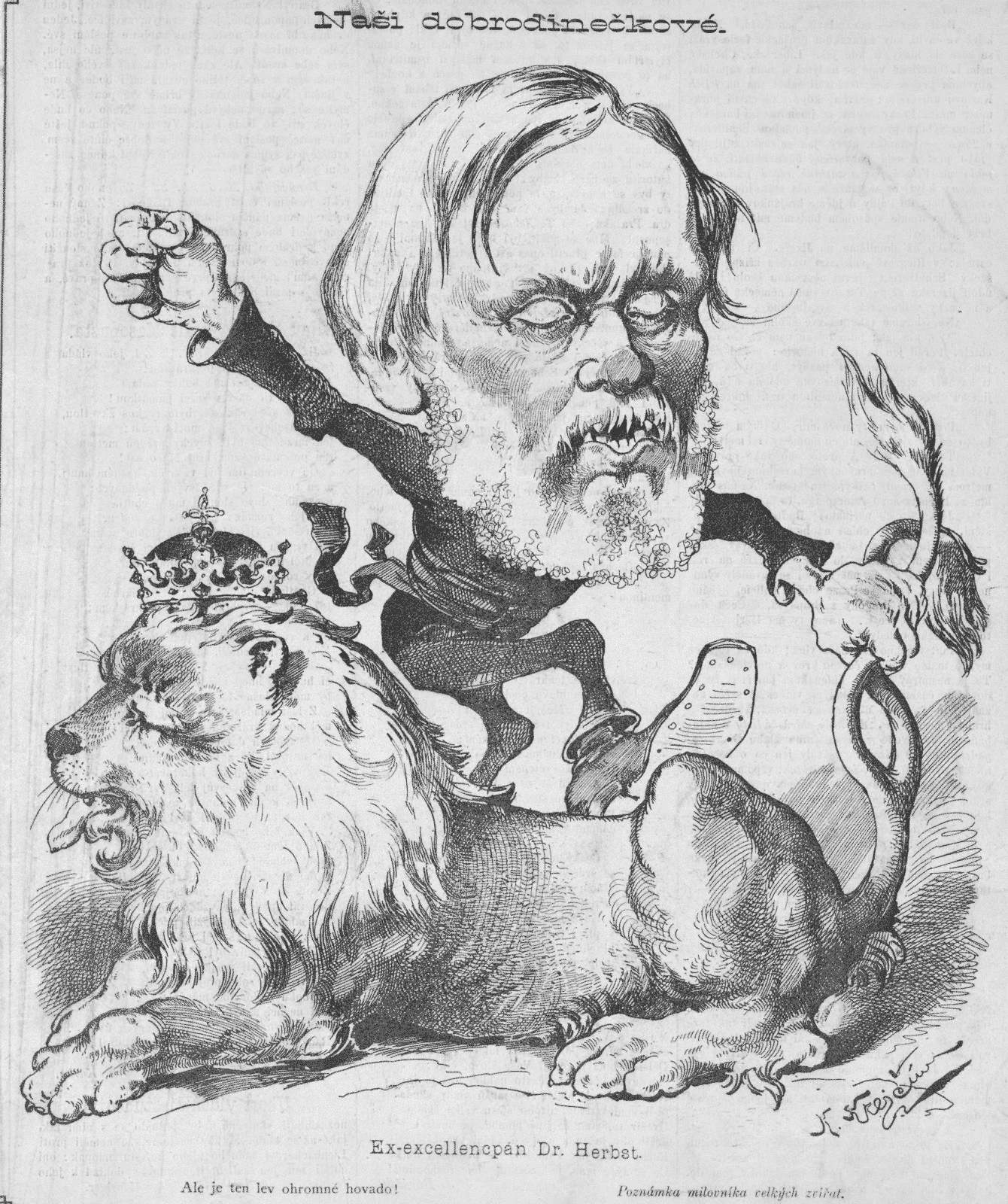
Карикатура на Гербста в чеському часописі «Humoristické listy», 1881
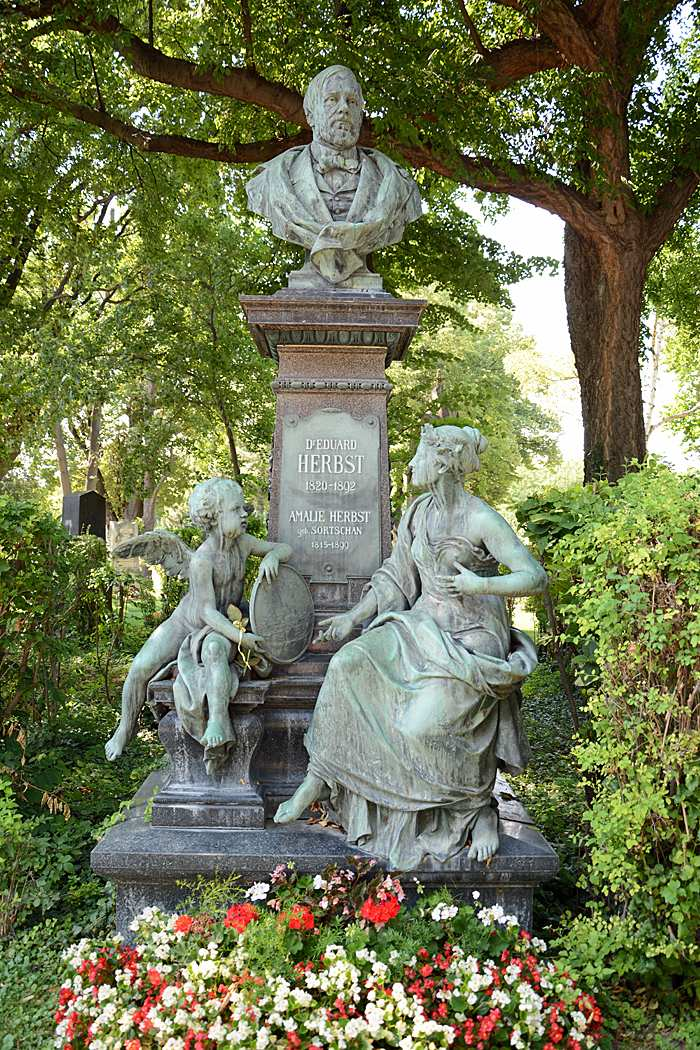
Могила Едуарда Гербста на центральному кладовищі Відня